# Women's International Champions Cup 2021
Navigation
Édition précédente Édition suivante
Le Tournoi féminin de l'International Champions Cup 2021 est la troisième édition d'un tournoi amical international de football féminin parallèlement à l'édition masculine. Il se déroule du 18 au 21 août 2021.

## Contexte
Pour la troisième fois en quatre ans, l'International Champions Cup (ICC) inclut un tournoi féminin, (l'édition 2020 ayant été annulée à cause de la pandémie de Covid-19). le tournoi conserve le format utilisé lors des précédentes éditions. Le tournoi 2021 propose ainsi deux demi-finales, le 18 août, suivis du match pour la troisième place et de la finale, le 21 août. Les quatre matches ont lieu à Portland (Oregon) au Providence Park.

## Équipes engagées
Quatre équipes participeront au tournoi.
| Pays       | Équipe             | Récents résultats nationaux et continentaux                                                                                                  |
| ---------- | ------------------ | --- |
| Etats-Unis | Portland Thorns    | NWSL Challenge Cup : Vainqueur de la NWSL Challenge Cup 2021                                                                                 |
| Etats-Unis | Houston Dash       | NWSL Challenge Cup : Vainqueur de la NWSL Challenge Cup 2020                                                                                 |
| France     | Olympique lyonnais | Vainqueur de la Women's International Champions Cup 2019 Championnat de France : 2e en 2021 Ligue des champions : quart de finaliste en 2021 |
| Espagne    | FC Barcelone       | Championnat d'Espagne : 1er en 2021 Coupe d'Espagne : Vainqueur en 2021 Ligue des champions : Vainqueur en 2021                              |

## Lieu
| Portland (Oregon) | [[Fichier:Usa edcp (+HI +AK) location map.svg\|354px\|{{#if:\|{{{alt}}}\|Women's International Champions Cup 2021 est dans la page Etats-Unis.]]Providence Park Women's International Champions Cup 2021 (Etats-Unis) |
| Providence Park   | [[Fichier:Usa edcp (+HI +AK) location map.svg\|354px\|{{#if:\|{{{alt}}}\|Women's International Champions Cup 2021 est dans la page Etats-Unis.]]Providence Park Women's International Champions Cup 2021 (Etats-Unis) |
| Capacité: 19 566  | [[Fichier:Usa edcp (+HI +AK) location map.svg\|354px\|{{#if:\|{{{alt}}}\|Women's International Champions Cup 2021 est dans la page Etats-Unis.]]Providence Park Women's International Champions Cup 2021 (Etats-Unis) |
|                   | [[Fichier:Usa edcp (+HI +AK) location map.svg\|354px\|{{#if:\|{{{alt}}}\|Women's International Champions Cup 2021 est dans la page Etats-Unis.]]Providence Park Women's International Champions Cup 2021 (Etats-Unis) |

## Matchs

### Demi-finales
| 18 août 2021                                                                   | FC Barcelone     | 2 - 3 | Olympique lyonnais                 | Providence Park, Portland |  |
| 17:36 local (UTC-7 (Pacific Daylight Time Zone)) 19/08 - 02:36 (UTC+2 (Paris)) | Caldentey 9e 63e |       | 20e Majri · 27e Henry · 85e Malard |                           |  |
| 17:36 local (UTC-7 (Pacific Daylight Time Zone)) 19/08 - 02:36 (UTC+2 (Paris)) | Rapport          |       |                                    |                           |  |

| 18 août 2021                                                                   | Portland Thorns                          | 2 - 2             | Houston Dash                  | Providence Park, Portland |  |
| 20:06 local (UTC-7 (Pacific Daylight Time Zone)) 19/08 - 05:06 (UTC+2 (Paris)) | Kuikka 51e · Moultrie 58e                |                   | 17e 41e Groom                 |                           |  |
| 20:06 local (UTC-7 (Pacific Daylight Time Zone)) 19/08 - 05:06 (UTC+2 (Paris)) | Rapport                                  |                   |                               |                           |  |
| 20:06 local (UTC-7 (Pacific Daylight Time Zone)) 19/08 - 05:06 (UTC+2 (Paris)) | Klingenberg · Kuikka · Moultrie · harley | Tirs au but 3 - 1 | Nairn · Schmidt · Daly · Abam |                           |  |

### Match pour la3eplace
| 21 août 2021                                                                   | Houston Dash | 2 - 3 | FC Barcelone | Providence Park, Portland |
| 16:36 local (UTC-7 (Pacific Daylight Time Zone)) 22/08 - 01:36 (UTC+2 (Paris)) |              |       |              |                           |
|                                                                                | Rapport      |       |              |                           |

### Finale
| 21 août 2021                                                                   | Olympique lyonnais | 0 - 1 | Portland Thorns | Providence Park, Portland |
| 19:06 local (UTC-7 (Pacific Daylight Time Zone)) 22/08 - 04:06 (UTC+2 (Paris)) |                    |       |                 |                           |
|                                                                                | Rapport            |       |                 |                           |